# Asger Ostenfeld
Asger Skovgaard Ostenfeld (født 13. oktober 1866 i Hvirring Sogn, død 23. september 1931 i København) var en dansk ingeniør og professor i statik ved Polyteknisk Læreanstalt. Han er internationalt berømmet for sine innovative brobygningskonstruktioner, bl.a. Langeliniebroen og Gefionbroen.
Asger Ostenfeld var søn af sognepræst Søren Rasmussen Ostenfeld og Ingine Hansine f. Skovgaard og broder til biskop Harald Ostenfeld.
Ostenfeld blev student fra Roskilde Katedralskole 1884, tog året efter filosofisk eksamen og adgangseekamen til den polytekniske Læreanstalt og blev 1890 polyteknisk kandidat i ingeniørfagene. Efter en kortvarig ansættelse som assistent ved ombygningen af Slagelse Station påtænkte Ostenfeld helt at opgive praktisk virksomhed for at følge sin tilbøjelighed for matematiske studier, der imidlertid snart igen blev ledt i teknisk retning, da han i 1891 overtog pladsen som assistent ved konstruktionsøvelserne i vej- og vandbygning ved Polyteknisk Læreanstalt, hvilken stilling han bibeholdt, indtil han 1894 udnævntes til docent i teknisk mekanik. Samtidig arbejdede han praktisk som assistent hos Stadsingeniøren 1891-92, rejste 1892 til Tyskland, Østrig og Schweiz for at studere brokonstruktioner, var 1893-96 assistent ved Københavns Havnevæsen, hvor han udførte skitser til Langebros ombygning og projekterede de fleste af broerne i Københavns Frihavn, herunder Gefionbroen og Langeliniebroen. 1896 studerede han jernkonstruktioner på en rejse i Nordamerika og England, og i 1900 blev han professor ved læreanstalten. Som assistent ved Læreanstalten udgav Ostenfeld en kortfattet grafisk statik (1891), der i flere år benyttedes ved konstruktionsøvelserne. Desuden gav han talrige bidrag til de i danske og fremmede tidsskrifter førte diskussioner om bro- og monierkonstruktioners beregning. 1917 fik Ostenfeld bevilget penge til et forsøgslaboratorium, men vanskelighederne under og efter 1. verdenskrig medførte, at han måtte vente i 7 år på gennemførelsen af forslaget. Under Ostenfelds førerskab blev faget udvidet, så det omfattede 3 professorater og blev en af grundpillerne for danske ingeniørers anseelse i udlandet. På sine ældre dage blev Ostenfelds syn dog ringere og han måtte til sidst opgive sin virksomhed.
Gennem sine lærebøger Teknisk Elektricitetslære (1. udgave 1898, 4. udgave 1924), Teknisk Statik I« (3. udg. 1920), Teknisk Statik II (2. Udg. 1913), Jernkonstruktioner I (3. udg. 1921), Jernkonstruktioner II (2. udg. 1917), »Jernkonstruktioner III (2. udg. 1923) og Jernbetonbroer (2. udg. 1920)' samt en række artikler i danske og udenlandske tidsskrifter, hvoraf kan nævnes "Deformationsmetode", "Aabne Broers Sidestivhed", "Beregning af Søjler", blev Ostenfeld vel kendt uden for Danmark og blev i 1923 udnævnt til dr.techn. h.c. af Deutsche Technische Hochschule i Prag. Han foretog studierejser til Tyskland, Østrig-Ungarn, Frankrig og Nordamerika og var medlem af bedømmelseskomiteer for konkurrencer i 1915 om, at professorat, i jernbygning ved Kungliga Tekniska Högskolan i Stockholm, i 1919 om et professorat i vej- og vandbygning ved Chalmers i Gøteborg og 1923 om et professorat i bygningsstatik og jernbrobygning ved Norges tekniske Højskole i
Trondhjem; endvidere medlem af bedømmelseskomiteer for internationale konkurrencer i 1919 om planer ttil en jernbanebro ved Årsta Holmer i Stockholm, i 1921 om broforbindelsen Aalborg-Nørre Sundby og 1923 om Nygårdsbroen i Bergen.
Desuden var Ostenfeld medlem af flere af Ministeriet for offentlige Arbejder nedsatte kommissioner, 1918-21 ang. Storstrømsbroen, 1923 angående Limfjordsbroen. 1917-20 var han beskikket som formand for Stærkstrømsnævnet. En ret omfattende privat praksis i jern- og jernbetonkonstruktioner, som Ostenfeld havde i sine yngre år, indskrænkede han, efterhånden som videnskabeligt arbejde optog ham mere, og staben af yngre statikere blandt ingeniørerne voksede ved hans lærervirksomhed, til konsultationer i vanskelige tilfælde, hvor der skulle rådes bod på fejltagelser eller uforudsete omstændigheder. 1913 blev Ostenfeld af Ministeriet for Kirke- og Undervisningsvæsenet beskikket som medlem af American Scandinavian Foundations danske komité, og fra 1920 var ham medlem af Dammarks Amerikanske Selskabs legatkomité.

## Hæder
Han blev æresmedlem af Dansk Ingeniørforening (1930) og var Kommandøer af 2. grad af Dannebrogordenen og Dannebrogsmand.
Professor Ostenfeld Kollegiet ved DTU i Kongens Lyngby er navngivet i hans minde.
Prisen A. Ostenfelds Guldmedalje, der uddeles af Professor A. Ostenfelds Guldmedaljefond, er opkaldt efter Ostenfeld.

## Privatliv
Den 3. november 1896 ægtede Ostenfeld Johanne Elisabeth Pontoppidan, datter af sognepræst Dines Pontoppidan og søster til forfatteren Henrik Pontoppidan. Han var far til ingeniøren Christen Ostenfeld.